# Ramiro I d'Aragona

Il signum regis di Ramiro fu basato sulla Croce di Íñigo Arista.

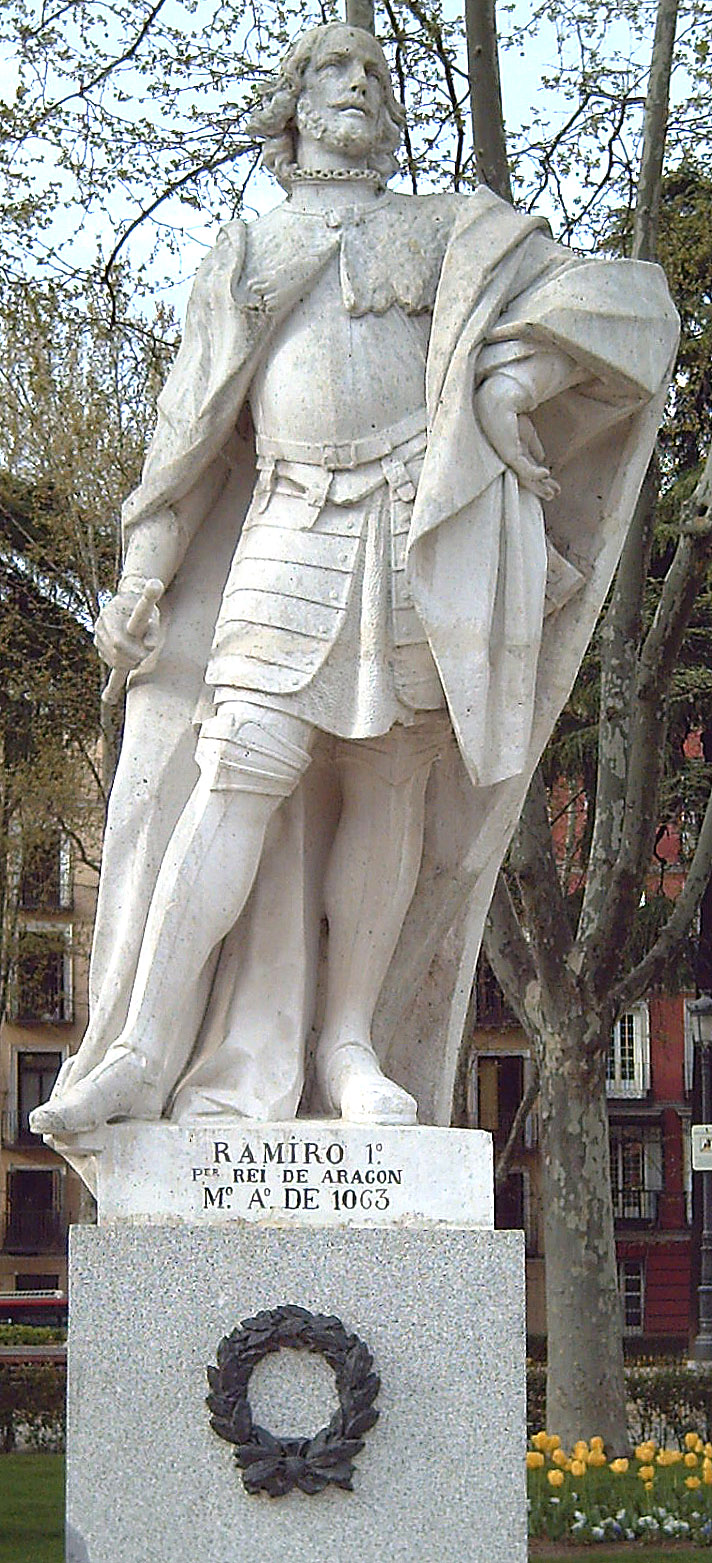
Statua di Ramiro I, che si trova nel Paseo de la Argentina, a Madrid

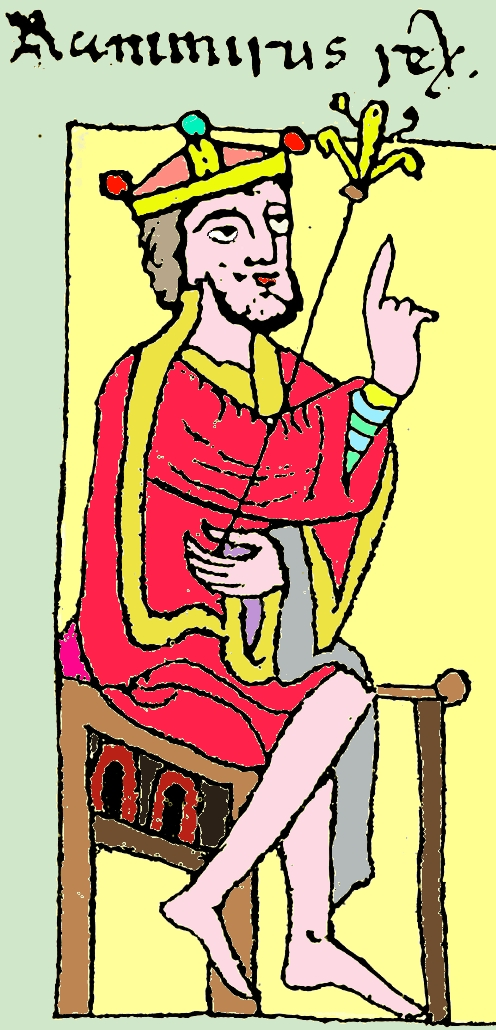
Miniatura di Ramiro I, colorata da un originale del secolo XIII.

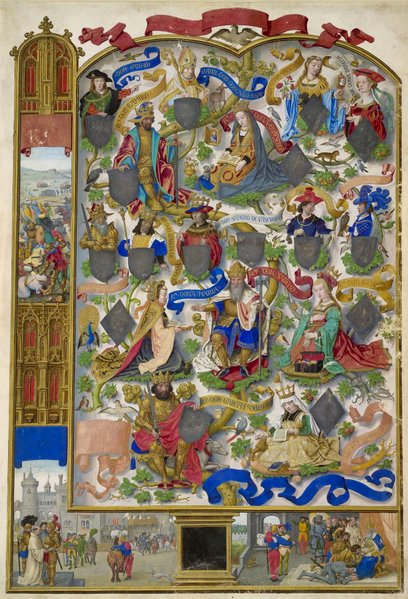
Genealogia dei re aragonesi proveniente da un manoscritto del secolo XVI.

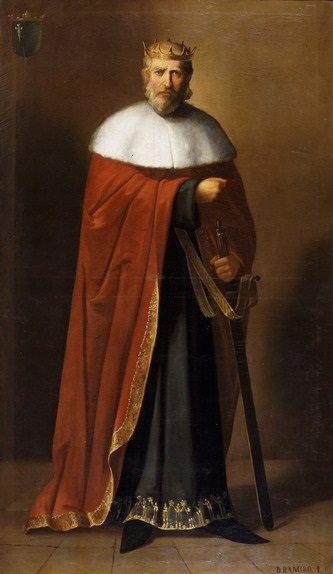
Ritratto di Ramiro I, eseguito da Manuel Aguirre y Monsalbe nel 1885.

Ramiro Sanchez (Aibar, 1008 circa – Graus, 8 maggio 1063) fu re (anche se si autodefiniva conte figlio del re Sancho III Garcés il Grande) d'Aragona (1035 – 1063) e conte di Sobrarbe e Ribagorza (1043 – 1063).

## Origine
Sia secondo l'Ex Gestis Comitum Barcinonensium che secondo la Crónica de San Juan de la Peña, era il figlio illegittimo del re di Pamplona, conte d'Aragona, conte di Sobrarbe e Ribagorza, conte di Castiglia, Sancho III Garcés il Grande e di una nobile originaria di Aibar (nobilissima domina de castro quod dicitur Ayunarum) (una muller noble de Ayvar), signora di Miranda, e del monastero di Santa Cecilia di Aibar, Sancha di Aibar, di cui non si conoscono gli ascendenti.
Sancho III Garcés il Grande era figlio del re di Pamplona della dinastia Jimena e conte d'Aragona, García II Sánchez e di Jimena Fernández, figlia del conte Fernando Bermúdez (discendente del re delle Asturie Ordoño I) e della moglie Elvira..

## Biografia
Ramiro, sin da bambino e poi, in gioventù, tra il 1011 e il 1033, benché sia figlio illegittimo, da solo o assieme ai fratellastri, compare accanto al padre, Sancho III Garcés il Grande, e alla regina, la matrigna, Munia (Si narra che la legittima moglie di Sancho III Garcés il Grande, la regina, Munia, figlia del conte di Castiglia, Sancho Garcés, lo adottasse perché compiaciuta del fatto che era l'unico dei figli di Sancho (inclusi i propri figli) pronto ad obbedire alle sue richieste), in diversi documenti di donazioni a vari monasteri.
Il padre prima di morire, nel 1035, secondo il Codice di Roda divise il suo "impero" tra i quattro figli maschi (incluso Ramiro) che gli erano sopravvissuti:
- a Ferdinando assegnò la Castiglia e parte del León;
- a Garcia assegnò la Navarra;
- a Gonzalo assegnò le contee di Sobrarbe e Ribagorza;
- a Ramiro, il bastardo, assegnò l'Aragona[11].

Alla morte del padre nel 1035, secondo l'Ex Gestis Comitum Barcinonensium, Ramiro divenne re d'Aragona.
Il 22 agosto del 1036, a Jaca, Ramiro sposò la figlia del conte di Foix e di Bigorre Ermessinda di Foix (circa 1015-1049, Gilberga di Foix, dopo il matrimonio, divenuta regina d'Aragona, si fece chiamare, Ermesinda). La data del matrimonio è confermata anche dalle Preuves de l'Histoire Générale de Languedoc, Tome V, che precisano inoltre che Gilberga era figlia del primo conte di Foix e conte di Couserans Bernardo Ruggero I di Foix (figlio del conte di Carcassonne, Ruggero I e di Adele di Pons), e della contessa di Bigorre, Garsenda, figlia del conte di Bigorre, Garcia Arnaud e della moglie, Riccarda.
Ramiro, nel 1038, era divenuto anche cognato del suo fratellastro, Garcia III Sanchez, re di Pamplona. Infatti in quell'anno, a Barcellona, Garcia III Sanchez aveva sposato la sorella di Ermessinda di Foix, Stefania di Foix, figlia del conte di Foix e Couserans, Bernardo Ruggero I di Foix (figlio del conte Ruggero I di Carcassonne e di Adele di Pons), e della contessa di Bigorre, Garsenda, come viene confermato dalla nota n° XXII delle Notes de l'Histoire Générale de Languedoc, Tome IV, dove erroneamente l'avvenimento è datato 1036.
Ramiro considerava che il fratellastro Garcia III Sanchez avesse meno diritti di lui sulla Navarra, in quanto più giovane di lui, e secondo la Historia Silense, nel 1043, alleatosi con i re saraceni di Tudela e Saragozza, invase il regno di Navarra, ma fu sconfitto nella battaglia di Tafaja.
Ramiro dovette rientrare in Aragona restituendo tutti i territori che aveva sottratto al fratellastro.
Nello stesso anno, 1043, rivolse la sua attenzione verso il suo fratellastro più giovane, Gonzalo, che, senza eredi, nel 1044, fu costretto a trasferirgli i suoi diritti sulle contee di Sobrarbe e Ribagorza, e alla morte di Gonzalo, ucciso durante una battuta di caccia nel 1045, Ramiro gli subentrò in entrambe le contee.
Ramiro, dopo che il 1º dicembre 1049 era rimasto vedovo, nel 1054 sposò in seconde nozze Agnese d'Aquitania, che secondo le Europäische Stammtafeln, vol II, 58 (non consultate) era figlia del duca d'Aquitania, Guglielmo il Grosso (figlio primogenito del duca, Guglielmo il Grande e di Almodia, che secondo l'Europäische Stammtafeln, vol II, 76 (non consultate) era figlia del visconte Gerardo di Limoges), e di Eustachia figlia di Berlay, signore di Montreuil, e della di lui moglie di cui non si conoscono né il nome né gli ascendenti.
In quello stesso anno, Ramiro partecipò alla battaglia di Atapuerca dove, ancora secondo la Historia Silense, il fratellastro, Garcia fu ucciso in battaglia dal proprio fratello, Ferdinando, dichiarando poi che fuggì dalla battaglia e che «aveva perso gli stivali e dovette condurre il cavallo solo con le briglie».
Approfittando della debolezza dei regni di Taifa, cercò di estendere i propri domini a spese dei re di Huesca e Saragozza attaccando i Mori.
Verso il 1060, accordatosi con il nipote, il re di Pamplona Sancho IV Garcés, attaccarono ed assediarono la taifa di Saragozza, obbligando il re di Saragozza, al-Muqtadir a pagar loro un tributo.
Ramiro fece inoltre diverse donazioni, soprattutto al Monastero di San Juan de la Peña, dove il figlio Garcia era l'abate.
Ramiro, nel 1063, attaccò la taifa di Saragozza dell'emiro, al-Muqtadir, alleato del re di Castiglia, il suo fratellastro Ferdinando, che inviò in aiuto di al-Muqtadir, il proprio figlio, Sancho e el Cid. Ramiro morì alle porte del paese di Graus, l'8 maggio nel tentativo di conquistarlo, combattendo conto il nipote e il Cid.
Il corpo di Ramiro fu recuperato e fu inumato nel Monastero di San Juan de la Peña, a sudovest di Jaca, dopo 28 anni di regno raggiungendo così la prima moglie Ermessinda (Gilberga).
Gli subentrò il figlio Sancho Ramirez.

## Discendenza
Ramiro da Ermessinda ebbe cinque figli:
- Teresa d'Aragona[34](circa 1037-?), che sposò il conte di Forcalquier (1054-1065). Guglielmo Bertrando II di Provenza[34](?-1065), figlio del conte di Provenza e conte di Forcalquier Folco Bertrando I di Provenza e di Ildegarda-Elisa figlia del conte Guglielmo III di Tolosa.
- Sancho Ramirez[35](1042-1094), re d'Aragona, conte di Ribagorza e Sobrarbe e poi re di Navarra
- Garcia d'Aragona[35](?- Anzánigo, 17 luglio 1086), vescovo di Jaca (1076-1086) e di Pamplona (1078-1083)
- Urraca d'Aragona (?- Santa Cruz de la Serós, ca. 1078[36]), religiosa a Santa Cruz de la Serós[23]
- Sancha d'Aragona[37] (1045-aprile/agosto 1097), che sposò, prima del 1060, il conte di Nîmes, d'Albì e di Tolosa, Ponzio II[37] (circa 997- 1060), poi, dopo il 1063, in seconde nozze, il conte di Urgell, Ermengol III detto el de Barbastro[38] (circa 1033-1065);

mentre da Agnese non ebbe figli.
Ramiro inoltre ebbe anche un figlio illegittimo da una giovane chiamata Amúnia:
- Sancho Ramírez (?-dopo il 1117), a cui il padre dono i domini d'Ayvar e di Xavierre, concedendogli il titolo di conte, vassallo di Ramiro[39] che si sposò due volte ed ebbe discendenza[23][33].

## Ascendenza
|                              |   |                     | Genitori                  |  |  | Nonni |  |  | Bisnonni                    |  |  | Trisnonni                   |  |
|                              |   |                     |                           |  |  |       |  |  | Sancho II Garcés di Navarra |  |  | García I Sánchez di Navarra |  |
|                              |   |                     |                           |  |  |       |  |  | Sancho II Garcés di Navarra |  |  | García I Sánchez di Navarra |  |
|                              |   | Andregoto Galíndez  |                           |  |  |       |  |  | Sancho II Garcés di Navarra |  |  |                             |  |
| García II Sánchez di Navarra |   |                     |                           |  |  |       |  |  | Sancho II Garcés di Navarra |  |  |                             |  |
|                              |   | Urraca di Castiglia | Ferdinando Gonzales       |  |  |       |  |  |                             |  |  |                             |  |
|                              |   | Urraca di Castiglia | Ferdinando Gonzales       |  |  |       |  |  |                             |  |  |                             |  |
|                              |   | Urraca di Castiglia | Sancha Sánchez di Navarra |  |  |       |  |  |                             |  |  |                             |  |
| Sancho III Garcés di Navarra |   | Urraca di Castiglia |                           |  |  |       |  |  |                             |  |  |                             |  |
|                              |   | Fernando Bermúdez   | …                         |  |  |       |  |  |                             |  |  |                             |  |
|                              |   | Fernando Bermúdez   | …                         |  |  |       |  |  |                             |  |  |                             |  |
|                              |   | Fernando Bermúdez   | …                         |  |  |       |  |  |                             |  |  |                             |  |
| Jimena Fernández             |   | Fernando Bermúdez   |                           |  |  |       |  |  |                             |  |  |                             |  |
|                              |   | Elvira              | …                         |  |  |       |  |  |                             |  |  |                             |  |
|                              |   | Elvira              | …                         |  |  |       |  |  |                             |  |  |                             |  |
|                              |   | Elvira              | …                         |  |  |       |  |  |                             |  |  |                             |  |
| Ramiro I d'Aragona           |   | Elvira              |                           |  |  |       |  |  |                             |  |  |                             |  |
|                              | … | …                   |                           |  |  |       |  |  |                             |  |  |                             |  |
|                              | … | …                   |                           |  |  |       |  |  |                             |  |  |                             |  |
|                              | … | …                   |                           |  |  |       |  |  |                             |  |  |                             |  |
| …                            | … |                     |                           |  |  |       |  |  |                             |  |  |                             |  |
|                              |   | …                   | …                         |  |  |       |  |  |                             |  |  |                             |  |
|                              |   | …                   | …                         |  |  |       |  |  |                             |  |  |                             |  |
|                              |   | …                   | …                         |  |  |       |  |  |                             |  |  |                             |  |
| Sancha d'Aybar               |   | …                   |                           |  |  |       |  |  |                             |  |  |                             |  |
|                              |   | …                   | …                         |  |  |       |  |  |                             |  |  |                             |  |
|                              |   | …                   | …                         |  |  |       |  |  |                             |  |  |                             |  |
|                              |   | …                   | …                         |  |  |       |  |  |                             |  |  |                             |  |
| …                            |   | …                   |                           |  |  |       |  |  |                             |  |  |                             |  |
|                              |   | …                   | …                         |  |  |       |  |  |                             |  |  |                             |  |
|                              |   | …                   | …                         |  |  |       |  |  |                             |  |  |                             |  |
|                              |   | …                   | …                         |  |  |       |  |  |                             |  |  |                             |  |
|                              |   | …                   |                           |  |  |       |  |  |                             |  |  |                             |  |

### Fonti primarie
- (LA) Histoire Générale de Languedoc, vol. 5, Preuves, 1872.
- (LA) Rerum Gallicarum et Francicarum Scriptores, vol. 12.
- (LA) Historia Silenses.
- (LA) Monumenta Germaniae Historica, vol. 4, Scriptores. URL consultato il 22 febbraio 2020 (archiviato dall'url originale il 16 gennaio 2014).

### Letteratura storiografica
- Rafael Altamira, Il califfato occidentale, in Storia del mondo medievale, vol. 2, 1999,  pp. 477-515.
- Louis Halphen, La Francia nell'XI secolo, in Storia del mondo medievale, vol. 2, 1999,  pp. 770-806.
- (ES) Historia de los condes de Urgel, vol. 1.
- (CA) Crónica de San Juan de la Peña (PDF).
- (FR) Histoire Générale de Languedoc, vol. 4, Notees.